# ジャン＝アントワーヌ・カレル

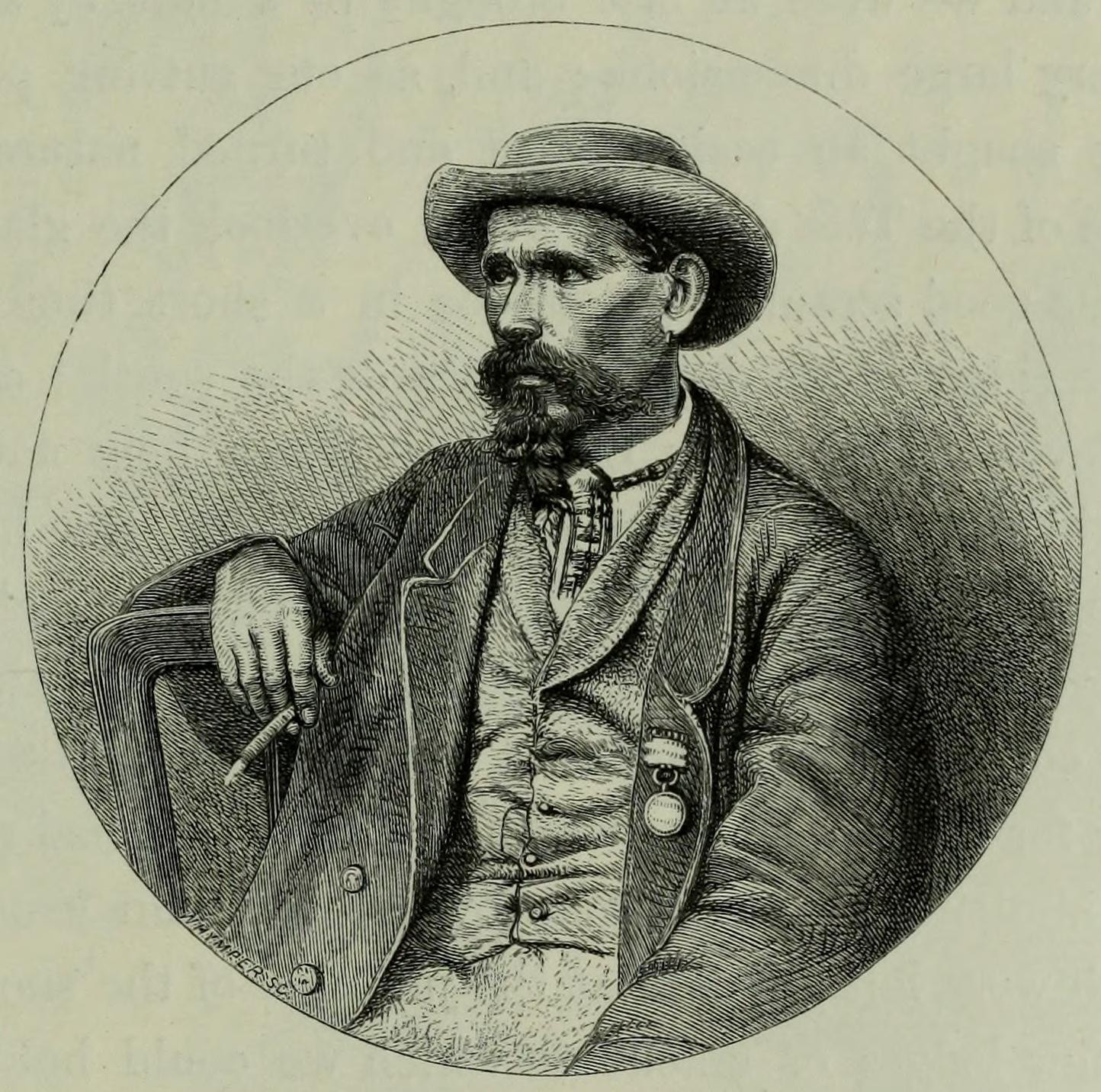
ジャン＝アントワーヌ・カレル（エドワード・ウィンパー『アルプス登攀記』の挿絵）

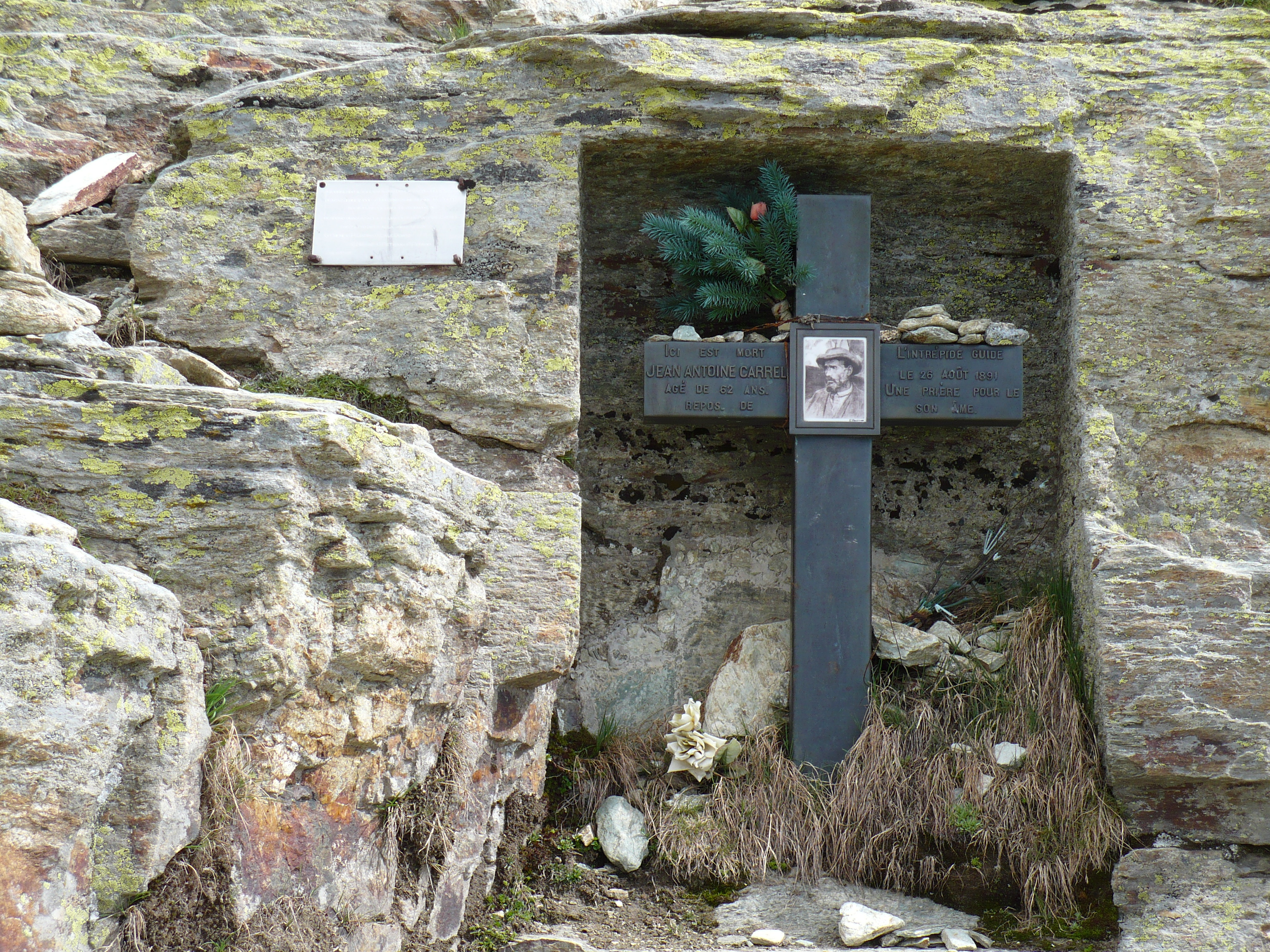
カレルの記念碑（マッターホルンのイタリア側からの登山路の途中に設置）

ジャン＝アントワーヌ・カレル（1829年ー1891年8月、アルピタン語：Jean-Antoine Carrel）は、後にイタリアへ編入されるヴァッレ・ダオスタで生まれの登山家・登山ガイドであった。彼はエドワード・ウィンパーと共に登ったこともあり、マッターホルン初登頂のライバルでもあった。最終的にウィンパーは1865年7月にマッターホルンの初登頂にスイス側から成功し、カレルはその3日後にイタリア側からグループを率いて2番目の登頂を達成した。ウィンパーは『アルプス登攀記』にて「カレルこそマッターホルン初登頂に相応しい人物だったが、彼は母国イタリア側からの登頂にこだわり過ぎた」と評している。
カレルはまた、1880年に南米アンデス山脈のチンボラソ山に初登頂した最初のヨーロッパ人グループの一員でもあった。マッターホルンの南側（イタリア側）からグループのガイドを務めた時に、下山中に悪天候に遭い、グループを安全に送りだしたあとに、山中で疲れ果てて亡くなっている。

## 参照項目
- マッターホルンの登頂二番目（Second ascent of the Matterhorn）